# Voorthuizen

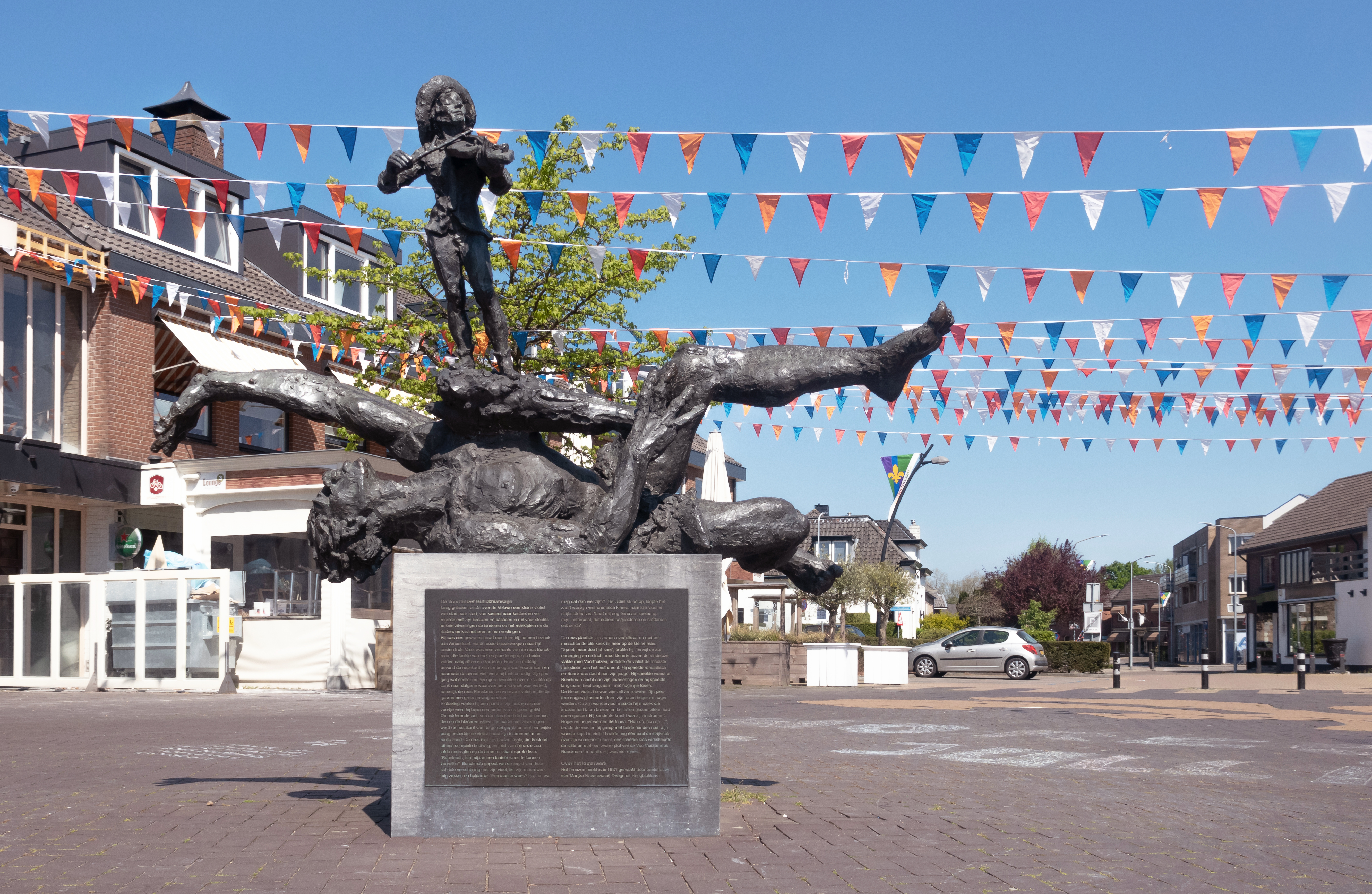
Sculptuur de Voorthuizer Bunckmansage

Voorthuizen (Nedersaksisch: Voorthuzen) is een dorp en voormalige gemeente in de gemeente Barneveld, in de Nederlandse provincie Gelderland. Het dorp ligt in de Gelderse Vallei, niet ver van de westflank van de Veluwe en is met zo’n 11.850 inwoners (2023) na Barneveld het grootste dorp van de gemeente.

## Ligging
Het dorp is gelegen rond het kruispunt van de Oude Rijksweg en de weg Putten-Barneveld. De buurtschap Zeumeren, tussen het dorp en bedrijventerrein Harselaar, behoort tot Voorthuizen. Omliggende steden en dorpen zijn onder andere Nijkerk, Barneveld, Putten, Terschuur, Kootwijkerbroek en Stroe.

## Natuur
Bij Voorthuizen zijn verschillende bossen, zoals het Wilbrinkbos en Boeschoten, heideterreinen, zoals de Appelse heide, en plassen, zoals het recreatiegebied Zeumeren. De natuur rond Voorthuizen herbergt niet alleen zeldzame dieren zoals ijsvogels, dassen, hazelwormen, en adders, maar ook zeldzame planten zoals de klokjesgentiaan en de zonnedauw.

## Toerisme
Voorthuizen is een toeristisch dorp, gelegen aan de rand van de Veluwe. Ten oosten van het dorp, langs de Oude Rijksweg (thans Apeldoornsestraat), is er een hoge concentratie van campings. Ten zuidoosten, aan de A1, ligt het recreatiegebied Zeumeren dat per jaar zo'n 400.000 bezoekers trekt. Het toeristenseizoen wordt sinds 2014 geopend met een eendaags evenement, "Voorthuizen Straalt!"

## Wijken
Voorthuizen is te verdelen in enkele wijken. In het westen van Voorthuizen ligt De Maat en De Zeeheldenbuurt, in het zuiden Wikselaar, in het oosten De Steenkamp en in het midden De Wheem en De Kromme Akker. Ten noorden van Voorthuizen is een wijk met ca. 300 woningen in afronding. De naam voor deze wijk is Blankensgoed, bedacht door enkele mensen die meededen aan een naamgevingswedstrijd die was uitgeschreven door Plaatselijk Belang Voorthuizen. Eind 2016 is de nieuwbouw gestart in de jongste wijk, Holzenbosch, ten zuiden van Voorthuizen en aansluitend aan Wikselaar. Tot slot is er nog het centrum van Voorthuizen, gesitueerd rond de Hoofdstraat, waar het winkelhart zich bevindt.

## Geschiedenis
Voorthuizen is, volgens de overlevering ontstaan rond een doorwaadbare plaats (voorde) in de thans deels overkluisde Ganzenbeek, waar de Hessenweg van Amsterdam naar Deventer doorheen liep. De ligging aan deze Hessenweg en de kruising met de handelsweg Harderwijk - Wageningen, maakte van Voorthuizen een belangrijke stopplaats.
In 1809 werd de nieuwe straatweg (Oude Rijksweg) geopend, die het dorp in tweeën splitste. In 1972 werd de nieuwe rijksweg ten zuiden van Voorthuizen geopend.
Op 1 januari 1812 werd Voorthuizen als een zelfstandige gemeente van Barneveld afgesplitst. Zes jaar later, op 1 januari 1818, werd Voorthuizen herenigd met Barneveld.
Aan het eind van de Tweede Wereldoorlog werden tijdens de Slag om Voorthuizen in de nacht van 16 op 17 april 1945 diverse panden in het dorp zwaar beschadigd.
Door de naoorlogse schaalvergroting van Defensie werd het aantal landmachtkazernes op de Veluwe uitgebreid. Zo ook door de bouw van de nabijgelegen legerplaats "De Wittenberg" in Garderen/Stroe (sinds 1978 genaamd de Generaal-majoor Kootkazerne) en de bouw van een mobilisatiecomplex (MOB-complex) aan de Garderbroekerweg in Voorthuizen.
Daardoor moesten vele militairen in de regio gehuisvest worden. Menigeen koos voor Voorthuizen, waarvoor woningen gebouwd moesten worden. Zo ontstond begin jaren 50 de eerste nieuwbouwwijk van Voorthuizen. In deze wijk rond de Jan de Jagerweg werden vele militairen gehuisvest, netjes gesorteerd naar militaire rang. Zo ontstond het dat deze buurt in de volksmond Klein Korea werd genoemd. Door de komst van deze militairen en de naoorlogse ontwikkeling van toerisme vond er een verschuiving plaats van traditionele agrariërs naar breder georiënteerde bewoners.
Deze twee ontwikkelingen hebben ervoor gezorgd dat tot op heden Voorthuizen een liberaliserende rol speelt in de Gemeente Barneveld.

## Pluimvee
Rondom Voorthuizen en in de rest van de gemeente Barneveld bevinden zich zeer veel pluimveebedrijven. In de gehele gemeente zijn er ongeveer 3,5 miljoen kippen te vinden (2019). Toen er op een pluimveebedrijf aan de Verbindingsweg te Voorthuizen begin augustus 2006 een milde variant van de vogelpest werd ontdekt, brak er lichte paniek uit in de pluimveesector in de gemeente Barneveld, omdat de gemeente drie jaar eerder (2003) al getroffen was door een agressievere variant van het virus, waardoor veel boerderijen geruimd moesten worden en sommige boeren failliet gingen. De uitbraak van vogelgriep eind augustus 2006 te Voorthuizen haalde de landelijke media.

## Religie
In Voorthuizen bevinden zich verschillende kerken. De Rooms-Katholieke Kerk (Odulf), Gereformeerde Kerk (Gereformeerde kerk Voorthuizen en Ichthuskerk), de Hervormde Gemeente Voorthuizen (Dorpskerk en Bethabara), de Nederlandse Gereformeerde Kerken (Kerk aan het Plein en NGK de Ontmoeting), de Nieuw-Apostolische Kerk, Christengemeente de Open Hof en de Evangelische gemeenten de Kandelaar en Life. Sinds 2009 houden  alle kerken van Voorthuizen een gezamenlijke Openluchtdienst op de vierde zondag van juni.

## Sportverenigingen
Voorthuizen kent verschillende sportverenigingen, korfbalvereniging CKV Spirit (opgericht in 1964), de gymvereniging S.S.S. (Sport Staalt Spieren), Volleybalvereniging SDS (Sterk door Samenspel), tennisclub T.C. De Harremaat en twee voetbalverenigingen. Voetbalclub VV De Kieviten is opgericht in 1932 en is de oudste vereniging in gemeente Barneveld.  De andere voetbalclub is VVOP (Voetballen Voor Ons Plezier), die in 1948 werd opgericht. Sinds 1970 kent Voorthuizen ook een eigen majorettekorps, VoMaKo (VOorthuizens MAjorette KOrps).

## Muziekhart
Voorthuizen heeft ook een eigen muziek vereniging, Muziekvereniging Crescendo Voorthuizen. 
Muziekvereniging Crescendo Voorthuizen is opgericht in 1908 en is in 2008 bekroond met een Koninklijke Erepenning. 
Bij de muziekvereniging kan les worden gevolgd voor koper(blaas) instrumenten of slagwerk.
Verder heeft deze muziekvereniging  een OSO (OpStapOrkest) OCV (Opleidingsorkest Crescendo Voorthuizen) en een Fanfare (waarmee ze spelen in de tweede divisie).
Vroeger had Crescendo ook een slagwerkgroep, met zoals de naam al zegt alleen maar slagwerkers, maar deze is ermee gestopt omdat er geen animo meer voor was.

## Onderwijs
In Voorthuizen zijn één openbare basisschool en vier christelijke basisscholen te vinden. De vroegere mulo- c.q. mavo-school is gefuseerd met het Johannes Fontanus College in Barneveld waarna de vestiging in Voorthuizen is opgeheven. Binnen de gemeente bevinden zich meerdere (christelijke) middelbare scholen.

## Geboren
- Reina van Bommel, kunstverzamelaar
- George Frans Hooijer, verzetsstrijder
- Gerard Overeem, beeldhouwer
- Drikus Veer, motorcoureur

## Overleden
- Ton Blok, atleet
- Else Vlug, kinderboekenschrijfster
- Peter Vlug sr., directeur van Stichting Opwekking
- Little Willie Littlefield, blueszanger/pianist